# Dicerandra odoratissima
Dicerandra odoratissima là một loài thực vật có hoa trong họ Hoa môi. Loài này được R.M.Harper mô tả khoa học đầu tiên năm 1901.